# Горній Сєничак
45°25′ пн. ш. 15°48′ сх. д. / 45.41° пн. ш. 15.80° сх. д.
Горній Сєничак (хорв. Gornji Sjeničak) — населений пункт у Хорватії, у Карловацькій жупанії у складі міста Карловаць.

## Населення
Населення за даними перепису 2011 року становило 150 осіб.
Динаміка чисельності населення поселення: